# ポール・シカ
ポール・シカ（Paul Sika、1985年7月13日 - ）は、コートジボワールのアーティスト。

## 来歴
アビジャン出身、英国ウェストミンスター大学卒。同大学在学時から映画監督、写真家としての経験を積み、2007年にコートジボワールに戻った後、現在の作風に辿り着く。

## テレビ出演
- CNN INSIDE AFRICA interviewed by Isha Sesay（2013年3月、英語）
- Interview par Hervé Chabalier pour Le Monde en Marche（2012年12月、フランス語）

## 著作
- At the Heart of Me -The logbook of a joyful dreamer（2013年）